# Dicranomyia (Dicranomyia) goana
Dicranomyia (Dicranomyia) goana is een tweevleugelige uit de familie steltmuggen (Limoniidae). De soort komt voor in het Oriëntaals gebied.